# Don Hay
Don Hay (* 13. Februar 1954 in Kamloops, British Columbia) ist ein ehemaliger kanadischer Eishockeyspieler und aktueller -trainer, der seit 2014 bei den Kamloops Blazers in der Western Hockey League als Cheftrainer an der Bande steht. Sein Sohn Darrell Hay war ein professioneller Eishockeyspieler.

## Karriere

### Karriere als Spieler
Don Hay spielte während seiner Juniorenzeit für die Kamloops Rockets und Calgary Centennials. In der Saison 1973/74 ging er für die New Westminster Bruins in der Western Hockey League aufs Eis und wurde im Anschluss an diese Spielzeit beim NHL Amateur Draft 1974 in der zwölften Runde an 193. Position von den Minnesota North Stars ausgewählt, schaffte jedoch nie den Sprung in die National Hockey League. Die folgenden zwei Jahre stand er bei den Lansing Lancers und Columbus Owls in der International Hockey League im Einsatz und ging danach eine Saison für die Flint Generals aufs Eis. Nachdem Hay die Saison 1976/77 bei den Philadelphia Firebirds in der North American Hockey League absolviert hatte, beendete der Offensivakteur im Alter von 23 Jahren frühzeitig seine aktive Laufbahn.

### Karriere als Trainer
Der Kanadier entschied sich für eine Laufbahn als Cheftrainer und wurde zur Saison 1986/87 mit der Aufgabe des Assistenztrainers der Kamloops Blazers in der WHL betraut. Insgesamt sechs Jahre war er in dieser Position tätig und übernahm zur Spielzeit 1992/93 als Nachfolger von Tom Renney die Position als Cheftrainer bei den Blazers. In den folgenden drei Jahren hatte der jeweils eine positive Spielbilanz aufzuweisen und gewann mit den Kamloops Blazers 1994 und 1995 jeweils zweimal in Folge den President’s Cup und Memorial Cup. Dabei standen während dieser Zeit unter anderem Jarome Iginla, Darcy Tucker, Shane Doan und Brad Lukowich für die Blazers im Einsatz und avancierten später zu Topspielern in der NHL. Nach diesen Erfolgen wurde Don Hay 1995 von den Calgary Flames abgeworben und wurde dort als Assistenztrainer tätig. Ein Jahr später nahmen ihn die Phoenix Coyotes als ihren ersten Cheftrainer zur Premierensaison unter Vertrag. In seiner einzigen Saison gelang mit den Coyotes der Einzug in die Play-offs, in denen die Mannschaft in der ersten Runde in sieben Partien gegen die Mighty Ducks of Anaheim scheiterte.
Im Anschluss wurde der Kanadier von seinen Aufgaben entbunden und durch Jim Schoenfeld ersetzt. Nachdem er während der Saison 1997/98 als Assistenztrainer bei den Mighty Ducks of Anaheim aktiv gewesen war, kehrte er in die Western Hockey League zurück und wurde mit der Leitung der Tri-City Americans beauftragt, die er durch die folgenden zwei Jahre führte. Danach wurde er als Cheftrainer der Calgary Flames präsentiert und hatte diese Position insgesamt 68 Spieltage inne. Kurz vor dem Saisonende 2000/01 wurde ihm gekündigt. Sein Nachfolger Greg Gilbert konnte jedoch ebenso wenig überzeugen und wies ebenfalls eine negative Bilanz auf. Er fand einen neuen Job als Cheftrainer der Utah Grizzlies in der American Hockey League, die er durch die folgenden drei Jahre führte und zweimal die Endrunde erreichte. Zur Saison 2004/05 kehrte der Kanadier abermals in die WHL zurück und übernahm die Vancouver Giants. Nach einem durchwachsenen Start konnte er wieder an die alten Erfolge anknüpfen und gewann mit der Mannschaft 2006 den President’s Cup. Ein Jahr später wurde auch der Memorial Cup errungen.
Zur Saison 2014/15 übernahm er das Amt des Cheftrainers bei den Kamloops Blazers.

## Erfolge und Auszeichnungen
- 1995 Goldmedaille bei der Junioren-Weltmeisterschaft mit der kanadischen Juniorenauswahl (als Cheftrainer)
- 1999 Dunc McCallum Memorial Trophy
- 2006 President’s-Cup-Gewinn mit den Vancouver Giants (als Cheftrainer)
- 2007 Memorial-Cup-Gewinn mit den Vancouver Giants (als Cheftrainer)
- 2009 Dunc McCallum Memorial Trophy
- 2012 Bronzemedaille bei der U20-Junioren-Weltmeisterschaft (als Cheftrainer)
- 2013 Goldmedaille bei der U18-Junioren-Weltmeisterschaft (als Cheftrainer)